# The Outforce
The Outforce — компьютерная игра в жанре стратегия, разработанная компанией O3 Games и выпущенная PAN Interactive для Microsoft Windows в 2000 году.
В России игра была локализована компанией Snowball, а издана — компанией 1С 23 ноября 2000 года под названием Звёздные пилигримы.

## Сюжет
Группа землян покинула родную планету и отправилась на освоение Дальнего Космоса. Но по прихоти судьбы система, которая была облюбована колонистами, оказалась уже заселена двумя агрессивными инопланетными расами — Ползунами и Космоварварами, которые вели опустошительные войны за власть в системе. Зыбкая надежда решить разногласия путём мирных переговоров на заброшенной звездной станции «Каскада» исчезла вместе с самой станцией.

## Геймплей
Игрок в ходе игры развивает свою базу, добывая ресурсы и строя различные модули (здания) и подразделения. Также игрок может строить оборонительные сооружения для повышения обороны своих владений.
Всего в игре существует 3 доступные игровые фракции:
- Земляне
- Космоварвары
- Ползуны

Все корабли в игре можно разделить на 2 вида:
- Гражданские — занимаются строительством модулей и добычей ресурсов.
- Военные корабли — бывают нескольких типов:
  - Обычные боевые корабли.
  - Разведчики — несут на борту специальный радар среднего действия.
  - Помехопостановщики — оборудованы устройством, изолирующим часть пространства от вражеского радара.
  - Трейлеры — способны перетаскивать практически любой объект в игре.

Боевые корабли могут быть вооружены двумя различными типами вооружения:
- Энергетическим — лазеры, потоки энергии и пр., мгновенно попадающие в цель
- Ракетно-бомбовым — ракеты и бомбы, двигающиеся медленнее скорости распространения энергии, и цель может избежать попадания, совершив противоракетный манёвр.

## Рецензии
| Сводный рейтинг | Сводный рейтинг |
| Агрегатор       | Оценка          |
| --------------- | --------------- |
| GameRankings    | 59,27 %         |

Крупнейший российский портал игр Absolute Games поставил игре 80 %. Обозреватель отметил интересный игровой процесс, а в недостатки отнёс слабый ИИ. Вердикт: «Я рискну сказать, что Outforce — достойное завершение целой галереи игр RTS, более известных как „стенка на стенку“. Думаю, его будущее связано только с сетевым существованием (оценка дана в расчете на мультиплеер). Смею вас уверить, более вкусное, спелое, приятное на ощупь и доброе внутри мы вряд ли увидим на просторах клонирования. Все начиналось на Земле и должно закончиться на небесах. Занавес».